# Олівер Гарт
Олівер Саймон д'Арсі Гарт (англ. Oliver Simon D'Arcy Hart; нар. 9 жовтня 1948, Лондон, Велика Британія) — британський економіст, лауреат Нобелівської премії з економіки 2016 року разом з фінським дослідником Бенгтом Гольстремом з аргументацією «за внесок у розвиток теорії контрактів».